# Satapa ferruginea
Satapa ferruginea är en insektsart som först beskrevs av Walker 1851.  Satapa ferruginea ingår i släktet Satapa och familjen Flatidae. Inga underarter finns listade i Catalogue of Life.